# Rachel I. Wilson
Rachel Irene Wilson (* 1973) ist eine US-amerikanische Neurobiologin an der Harvard University.
Wilson wuchs in der Nähe von Kansas City, Missouri, auf. Sie erwarb 1996 an der Harvard University einen Bachelor in Chemie und 2001 bei Roger A. Nicoll an der University of California, San Francisco einen Ph.D. in Neurowissenschaften. Ihre Dissertation hatte den Titel Retrograde signaling by endogenous cannabinoids at hippocampal synapses. Als Postdoktorandin arbeitete sie bei Gilles Laurent am California Institute of Technology, bevor sie 2004 an der Harvard University eine Professur für Neurobiologie erhielt. Seit 2009 forscht sie zusätzlich für das Howard Hughes Medical Institute (HHMI).
Wilsons frühe Arbeiten befassten sich mit nicht-klassischen Neurotransmittern wie Endocannabinoiden im Hippocampus von Säugetieren und ihrem Einfluss auf das Gedächtnis. In ihrer eigenen Forschungsgruppe benutzt sie Drosophila melanogaster als Modellorganismus. Sie erforscht, wie neuronale Schaltkreise aus sensorischen Stimuli (insbesondere olfaktorischen und mechanosensorischen Stimuli) Informationen extrahieren. Dabei kombiniert sie Ansätze aus mathematischen Modellen, Elektrophysiologie, Neuropharmakologie, Molekulargenetik, funktioneller Anatomie und Verhaltensbiologie.
2008 erhielt Wilson eine MacArthur Fellowship. 2014 wurde sie als Mitglied in die American Academy of Arts and Sciences gewählt, 2017 in die National Academy of Sciences. Rachel Wilson hat (Stand Dezember 2018) einen h-Index von 36.